# Mislav
Mislav var hertig av Dalmatiska Kroatien år 835 till 845. Han efterträdde Vladislav och lämnade efter sin död år 845 över titeln till Trpimir I.